# Michal Grošek
Michal Grošek (* 1. Juni 1975 in Vyškov, Tschechoslowakei) ist ein ehemaliger tschechischer Eishockeyspieler und heutiger Trainer. Während seiner Karriere spielte er für die Winnipeg Jets, Buffalo Sabres, Chicago Blackhawks, New York Rangers und Boston Bruins in der National Hockey League spielte.

## Karriere
Grošek begann seine Karriere beim HC Zlin. Nachdem er beim NHL Entry Draft 1993 in der sechsten Runde als 145. von den Winnipeg Jets ausgewählt worden war, wechselte er nach Nordamerika zu den Tacoma Rockets in die WHL, die ihn im CHL Import Draft desselben Jahres an insgesamt 22. Stelle ausgewählt hatten. Schon in seiner ersten Saison spielte er auch für die Moncton Hawks in der AHL und kam auch bei den Winnipeg Jets zu seinen ersten drei Einsätzen in der National Hockey League, bei denen er auch sein erstes Tor erzielte.
In den nächsten beiden Jahren konnte er sich keinen Stammplatz bei den Jets erkämpfen und wurde meist im AHL-Farmteam bei den Springfield Falcons eingesetzt. Im Laufe der Saison 1994/95 wechselte er daher zu den Buffalo Sabres, wo er nun den Durchbruch in der NHL schaffte. Seine beste Offensivleistung zeigte Grošek während der Spielzeit 1998/99, als er persönliche Rekorde für erzielte Tore (20), Vorlagen (30), Scorerpunkte (50), Strafminuten (102) und abgegebene Schüsse (140) aufstellte. Im Tausch gegen Doug Gilmour und Jean-Pierre Dumont wechselte er zum Ende der Saison 1999/2000 zu den Chicago Blackhawks. Schon zur darauf folgenden Saison wechselte er zu den New York Rangers. In den beiden Spielzeiten bei den Rangers wurde er oft auch in der AHL bei den Hartford Wolf Pack eingesetzt. Es folgten noch zwei Spielzeiten mit den Boston Bruins. 
Als die NHL zur Saison 2004/05 streikte, wechselte er mit einer NHL-Bilanz von 526 Spielen, 84 Toren und 137 Assists in die Schweizer Nationalliga A zu HC Servette Genève. Nach einem Abstecher in der Saison 2005/06 in die russische Superliga zum SKA Sankt Petersburg kehrt er in die Schweiz zurück und spielte nach einer Verletzung zunächst ein Spiel für Servette, bekam einen Probevertrag bei Fribourg-Gottéron, wurde nicht verpflichtet und wechselte letztendlich zum EV Zug, bei dem er einen Vertrag bis 2008 unterschrieb. Mitte der Saison 2007/08 verließ er Zug aus persönlichen Gründen und unterschrieb einen Vertrag bei Leksands IF, wo er auf den ehemaligen NHL-Torhüter Ed Belfour traf. Am Saisonende beendete er seine aktive Laufbahn.
Nach seiner Spielerkarriere stieg Grošek in das Trainergeschäft ein und ist seither für verschiedene unterklassige Vereine in der Schweiz tätig. Seit 2022 ist er Cheftrainer des HC Trois-Chêne in der 2. Amateur Regio League.